# Robert Grdović
Robert Grdović (Sindelfingen, 23 febbraio 1974) è un allenatore di calcio a 5 ed ex giocatore di calcio a 5 croato.

## Carriera

### Giocatore
Come massimo riconoscimento in carriera vanta la partecipazione al FIFA Futsal World Championship 2000 in cui la nazionale croata – al debutto nella competizione – è stata eliminata nel girone del secondo turno comprendente Spagna, Portogallo e Paesi Bassi. Inoltre, Grdović ha disputato due edizioni del campionato europeo (1999 e 2001).

### Allenatore
Nel 2019 viene nominato commissario tecnico della nazionale turkmena.